# یوسف سعد کامل
یوسف سعد کامل (عربی: يوسف سعد كامل؛ زادهٔ ۲۹ مارس ۱۹۸۳) دونده اهل کنیا است.